# زیبایی حقیقی
زیبایی حقیقی (کره‌ای: 여신강림) یک مجموعهٔ تلویزیونی کره جنوبی سال ۲۰۲۰ با بازی مون گا یونگ، چا اون وو، هوانگ این یوپ و پارک یو نا است. این مجموعه بر پایه وبتونی به همین نام نوشتهٔ یائونگی می‌باشد. محور اصلی داستان یک دختر دبیرستانی می‌باشد که به دلیل زیبا نبودن مورد آزار و اذیت و تبعیض قرار می‌گیرد او تصمیم می‌گیرد تا با هنر آرایش، خودش را به یک «الهه» زیبا تبدیل کند. این مجموعه از ۹ دسامبر ۲۰۲۰ تا ۴ فوریه ۲۰۲۱، روزهای چهارشنبه و پنجشنبه ساعت ۲۲:۳۰ (کی‌اس‌تی) برای ۱۶ قسمت از تی‌وی‌ان پخش شد.

## خلاصه داستان
پس از اینکه یک دختر نوجوان به دلیل ظاهرش مورد آزار و تمسخر دانش آموزان دبیرستان خود قرار می‌گیرد، تصمیم می‌گیرد تا ظاهرش را تغییر دهد و به یک «الهه» زیبا تبدیل شود.

## بازیگران

### اصلی
- مون گا یونگ در نقش لیم جو کیونگ[۱۰]
  - لی گو اون در نقش جوانی جو گیونگ
- چا اون وو در نقش سوهو[۱۱]
  - لی سونگ وو در نقش جوانی سوهو
- هوانگ این یوپ در نقش هان سو جون[۱۲]
- پارک یو نا در نقش کانگ سو جین[۱۳]

### نقش‌های مکمل

#### اطرافیان لیم جو کیونگ
- جانگ هه جین در نقش هونگ هیون سوک (مادر جو کیونگ)
- پارک هو سان در نقش لیم جه پیل [۱۴] (پدر جو کیونگ)
- ایم سه می در نقش لیم هی کیونگ [۱۵] (خواهر جو کیونگ)
  - پارک سو کیونگ در نقش جوانی لیم هی گیونگ
- کیم مین گی در نقش لیم جو یونگ (برادر جو کیونگ)
  - پارک جو هوان در نقش جوانی لیم جو یونگ

#### اطرافیان لی سوهو
- جونگ جون هو در نقش لی جون هون[۱۶] (پدر سوهو)

#### اطرافیان هان سو جون
- یو جو ها در نقش هان گو وون (خواهر سو جون)
- پارک هیون جونگ در نقش لی می هیانگ (مادر سو جون)

#### اطرافیان کانگ سو جین
- سو سانگ وون در نقش کانگ جون هیوک (پدر سو جین)
- یو دام یون در نقش کیم جی یون (مادر سو جین)

## آمار بینندگان
| ۱ | ۹ دسامبر ۲۰۲۰  | ۳٫۵۷۳٪ (دوم) | ۴٫۰۵۶٪ (دوم) |
| ۲ | ۱۰ دسامبر ۲۰۲۰ | ۳٫۶۲۶٪ (اول) | ۳٫۹۶۳٪ (اول) |
| ۳ | ۱۶ دسامبر ۲۰۲۰ | ۳٫۸۱۳٪ (دوم) | ۴٫۷۱۱٪ (دوم) |
| ۴ | ۱۷ دسامبر ۲۰۲۰ | ۳٫۵۸۶٪ (اول) | ۳٫۸۲۴٪ (اول) |
| ۵ | ۲۳ دسامبر ۲۰۲۰ | ۳٫۸۵۹٪ (دوم) | ۴٫۲۹۳٪ (دوم) |
| ۶ | ۲۴ دسامبر ۲۰۲۰ | ۳٫۳۳۳٪ (اول) | ۳٫۷۲۴٪ (اول) |
| ۷ | ۶ ژانویه ۲۰۲۱  | ۳٫۸۹۲٪ (دوم) | ۴٫۱۹۸٪ (دوم) |
| ۸ | ۷ ژانویه ۲۰۲۱  | ۲٫۹۰۹٪ (اول) | ۳٫۰۰۳٪ (اول) |
| ۹ | ۱۳ ژانویه ۲۰۲۱ | ۴٫۲۶۵٪ (دوم) | ۴٫۹۳۸٪ (دوم) |
| ۱۰ | ۱۴ ژانویه ۲۰۲۱ | ۳٫۴۱۱٪ (اول) | ۳٫۸۷۰٪ (اول) |
| ۱۱ | ۲۰ ژانویه ۲۰۲۱ | ۳٫۸۵۰٪ (دوم) | ۴٫۳۰۳٪ (دوم) |
| ۱۲ | ۲۱ ژانویه ۲۰۲۱ | ۳٫۴۱۸٪ (اول) | ۴٫۰۶۹٪ (اول) |
| ۱۳ | ۲۷ ژانویه ۲۰۲۱ | ۴٫۰۰۰٪ (دوم) | ۴٫۵۴۷٪ (دوم) |
| ۱۴ | ۲۸ ژانویه ۲۰۲۱ | ۴٫۱۲۵٪ (اول) | ۴٫۸۰۲٪ (دوم) |
| ۱۵ | ۳ فوریه ۲۰۲۱   | ۴٫۵۷۹٪ (دوم) | ۵٫۳۷۱٪ (دوم) |
| ۱۶ | ۴ فوریه ۲۰۲۱   | ۴٫۴۵۸٪ (اول) | ۵٫۰۸۷٪ (اول) |
| میانگین | میانگین        | ۳٫۷۹۴٪       | ۴٫۲۹۷٪       |
| - در جدول بالا، اعداد آبی کمترین رتبه را دارند و اعداد قرمز بیشترین رتبه را نشان می‌دهند. - این درام از یک کانال کابلی/پولی تلویزیون پخش می‌شود که در مقایسه با تلویزیون آزاد/پخش کننده‌های عمومی (اس‌بی‌اس، کی‌بی‌اس، ام‌بی‌سی و ای‌بی‌اس) معمولا مخاطبان نسبتاً کمتری دارد. - در ۳۰ و ۳۱ دسامبر به علت ویژه برنامه تعطیلات پایان سال هیچ اپیزودی پخش نشد. |                |              |              |

## جوایز
| مراسم اهدای جایزه                  | سال  | دسته‌بندی    | نامزد        | نتیجه | منابع  |
| ---------------------------------- | ---- | ----------- | ------------ | ----- | ------ |
| جوایز منتخب هواداران هالیو اندونزی | ۲۰۲۱ | کی‌دراما سال | زیبایی حقیقی | برنده | [ ۱۹ ] |